# Teresa Díaz de Haro

Escudo de armas de la Casa de Haro.

Teresa Díaz de Haro. Dama vizcaína, fue hija de Diego López III de Haro, señor de Vizcaya, y de su esposa, Constanza de Bearne. Por parte paterna fueron sus abuelos Lope Díaz II de Haro, señor de Vizcaya, y su esposa, Urraca Alfonso de León, hija ilegítima del rey Alfonso IX de León Los abuelos por parte materna fueron Guillermo II de Bearne, vizconde de Bearne, y su esposa, Garsenda de Provenza.

## Biografía
Contrajo matrimonio después de 1269 con Juan Núñez I de Lara, cuya primera esposa, Teresa Álvarez de Azagra, habrá fallecido después de ese año cuando aparece por última en la documentación. Su esposo, quien heredó el señorío de la Casa de Lara tras la defunción de su padre, Nuño González de Lara "el Bueno", ocurrida en 1275, fue el principal defensor de los derechos de los infantes de la Cerda y falleció en 1294.
Se desconoce su fecha de defunción.

## Nupcias y descendencia
De su matrimonio con Juan Núñez I de Lara nacieron cuatro hijos: 
- Juan Núñez II de Lara (c. 1276-1315). Señor de la Casa de Lara y de Albarracín. Casó en tres ocasiones sin dejar sucesión de ninguno de sus matrimonios.
- Nuño González de Lara (c. 1284-1296). Fue Alférez del rey Fernando IV de Castilla. Contrajo matrimonio con Constanza de Portugal y Manuel, hija del infante Alfonso de Portugal y nieta del rey Alfonso III de Portugal. Falleció en 1296 sin dejar descendencia.
- Juana Núñez de Lara (1285-1351). Contrajo matrimonio en 1299 con el infante Enrique de Castilla "el Senador", hijo de Fernando III de Castilla. Posteriormente contrajo un segundo matrimonio con Fernando de la Cerda, hijo del infante Fernando de la Cerda y nieto de Alfonso X. Fruto de su segundo matrimonio nacieron varios hijos.
- Teresa Núñez de Lara (c. [1280-c. 1314). Contrajo matrimonio con Alfonso de Valencia, hijo del infante Juan de Castilla "el de Tarifa" y nieto del rey Alfonso X. Falleció sin dejar descendencia.